# Вичавлювач лимона

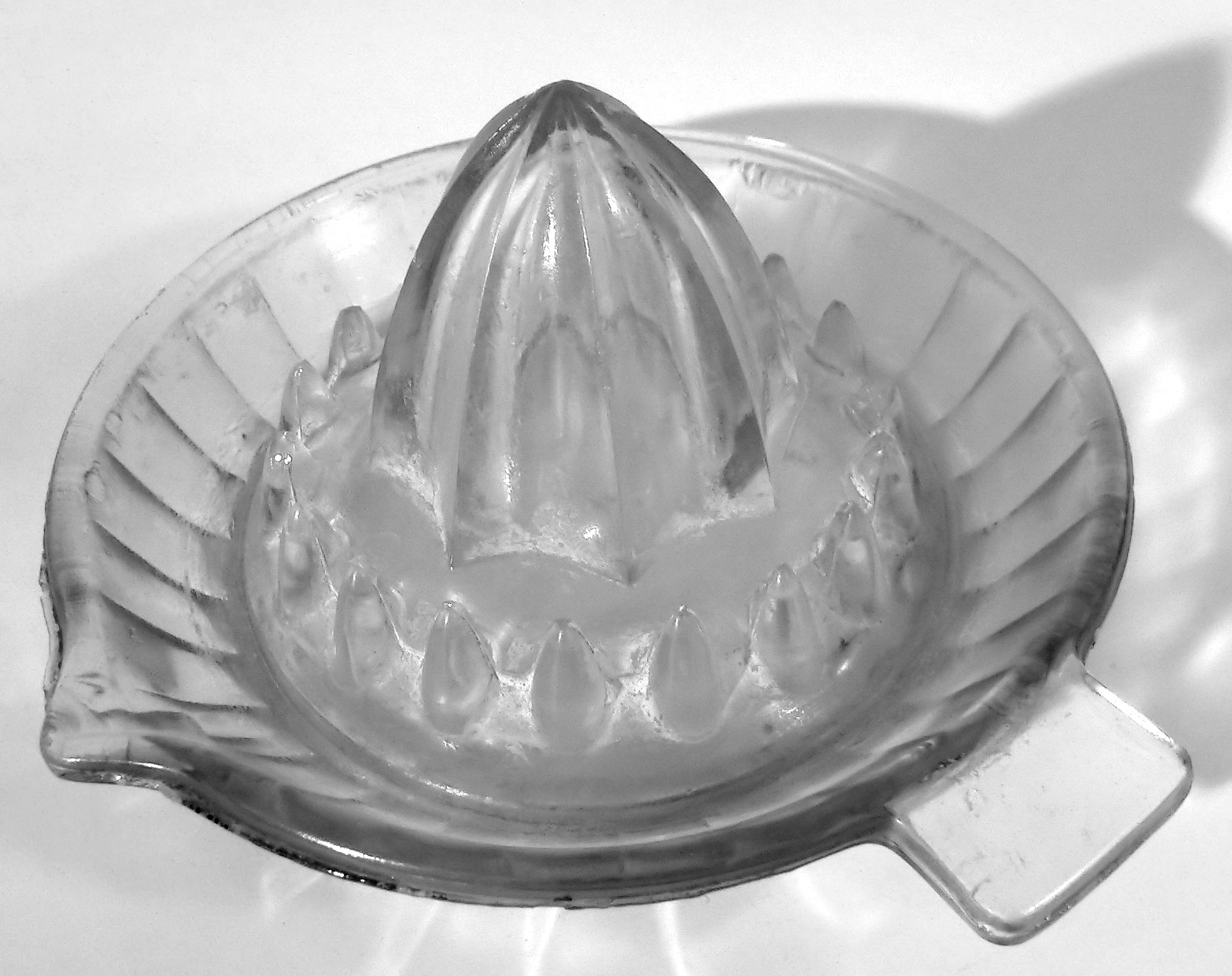
Скляний вичавлювач лимонів

Вичавлювач або видавлювач для соку лимонів — невеликий кухонний прилад, призначений для вичавлювання соку з лимонів або інших цитрусових. Створений для відокремлення та подрібнення м’якоті фрукта у простий спосіб. Вичавлювачі для лимона можуть бути виготовлені з будь-якого твердого, кислотостійкого матеріалу, такого як пластик, скло, метал (зазвичай алюміній) або кераміка.

## Історія

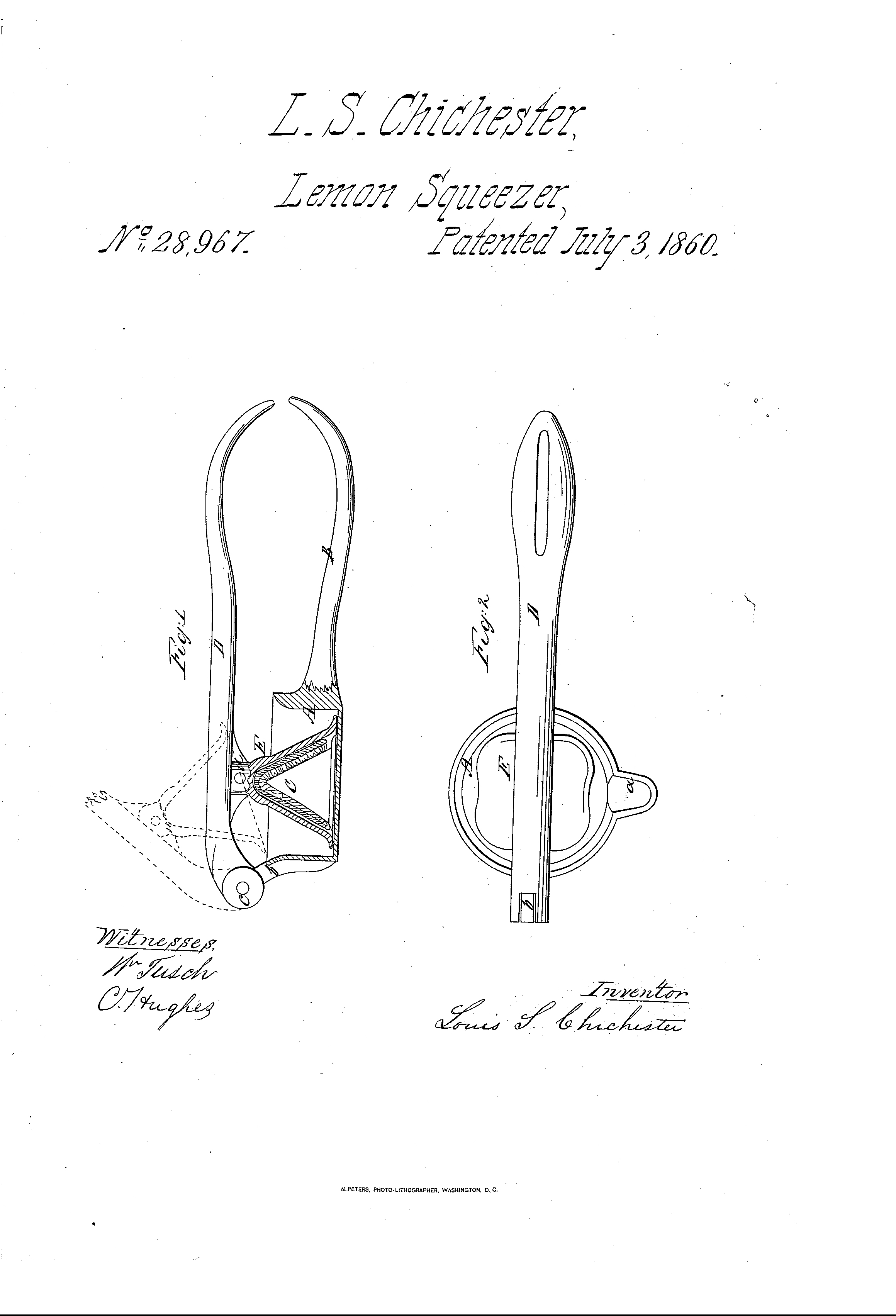
Зображення з патенту на вичавлювач лимона, 1860 рік

Найдавніші відомі видавлювачі для лимона були знайдені в турецькому місті Кютаг'їя й датуються першою чвертю 18 століття. Ці керамічні преси виконані в традиційному стилі турецької кераміки 18 століття та схожі на сучасні прес-обладнанням з конусами, хоча вони сконструйовані інакше. Ці зразки були штучним товаром і були потрібні для приготування популярного на той час цитрусового напою сорбету. Лимони не є типовим фруктом для Північної Туреччини, але протягом 17-го і 18-го століть їх імпортували оптом до Константинополя.
Наприкінці 19 століття в США було запатентовано велику кількість різних моделей вичавлювачів для лимона. Бюро з патентів і товарних знаків США подає понад 200 патентів, більшість з яких було зареєстровано між 1880 та 1910 роками. Найстаріший з цих патентів був виданий Льюїсу С. Чічестеру 3 липня 1860 року на чавунний вичавлювач. Заявлена мета винаходу полягала в тому, щоб «отримати простий, економічний та довговічний інструмент, за допомогою якого лимони можна було б вичавлювати для домашніх цілей з набагато без великих енергозатрат та з набагато більшою зручністю, ніж звичайними вижималками, які широко використовуються».
Патенти, подані на рубежі 19-20 століття, демонструють різноманіття функціональних принципів. Вони варіюються від невеликих моделей для використання за столом (за допомогою яких окремі лимонні дольки можна вичавити над склянкою або блюдом) до механічно складного обладнання, яке неоюхідно міцно кріпити до кухонного столу або стільниці за допомогою гвинтових затискачів. Патенти відрізняються головним чином тим, що різні механізми по-різному тиснуть на фрукт. Зазвичай використовувалися важелі або гвинтові преси.

## Як предмет декору

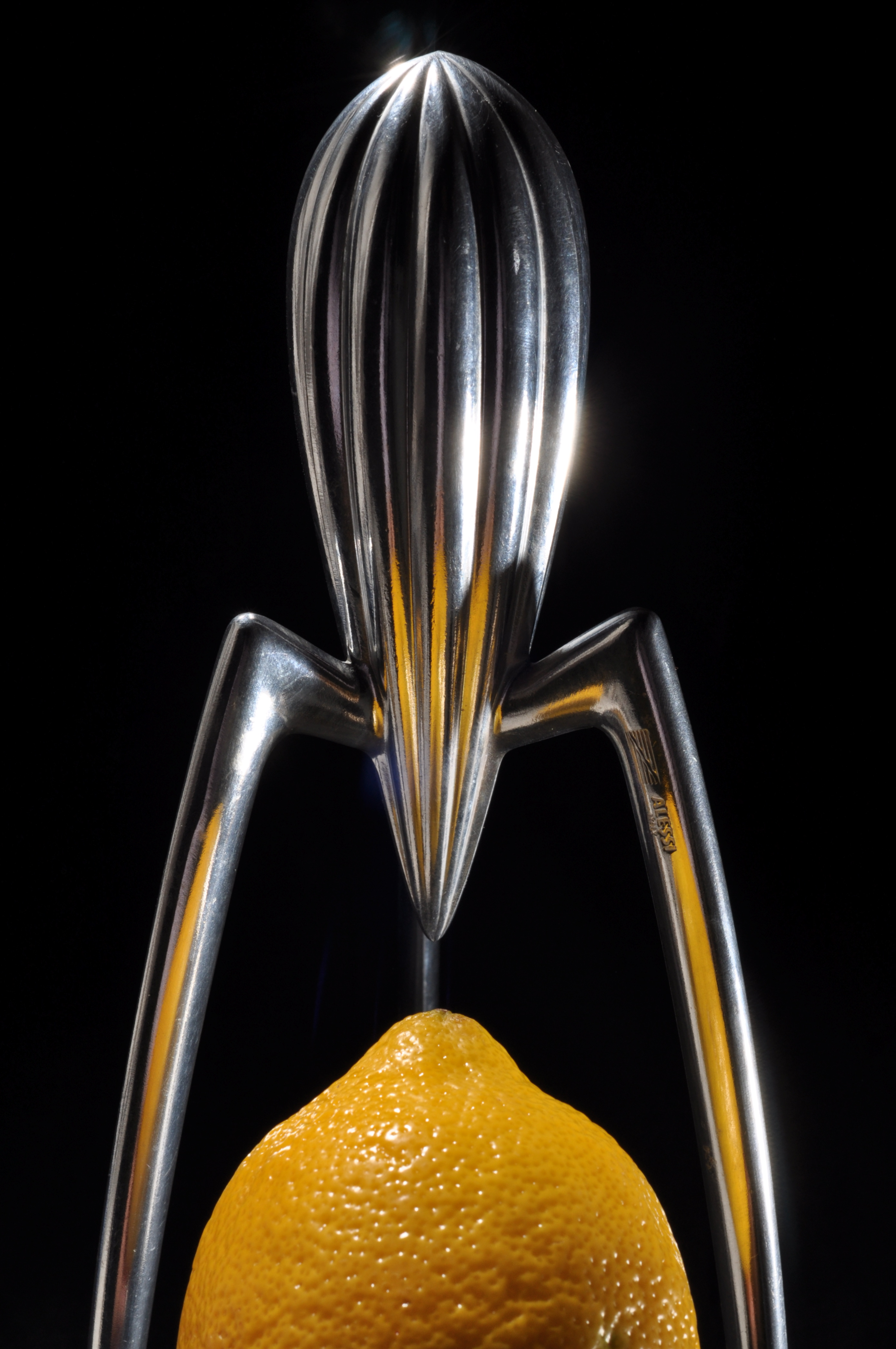
Видавлювач лимона від Філіпа Старка «Соковитий саліф» (1990)

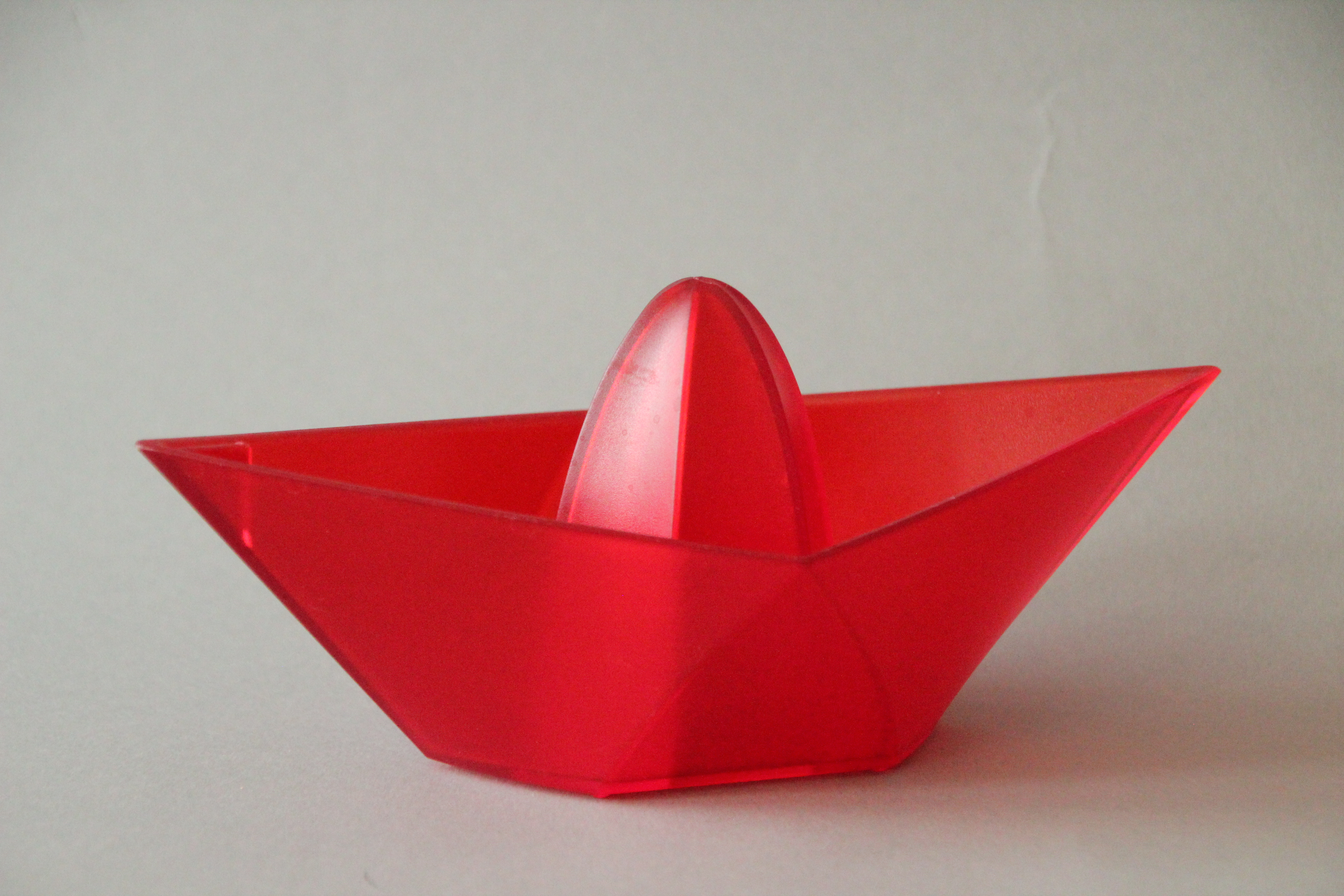
"Ахой" від Koziol

Не всі вичавлювачі призначені лише для віджимання. Мабуть, найвідомішим прикладом цього є «Соковитий саліф», розроблений Філіпом Старком у 1990 році. Він вважається іконою промислового дизайну і був виставлений в Музеї сучасного мистецтва та Метрополітен-музеї в Нью-Йорку. Виготовлений італійською компанією Alessi, з литого та полірованого алюмінію, він має 14 сантиментрів у діаметрі та заввишки 29 сантиментрів.
Якщо «Соковитий Саліф» став іконою постмодернізму після дискусії, яку він породив, інші дизайнери також розробили надзвичайно інноваційні вичавлювачі для цитрусових. У 1999 році німецький виробник Koziol випустив «Ahoi», вичавлювач лимона, створений за мотивами паперових корабликів та розроблений італійським архітектором Паоло Педріццетті. У 2009 році Джозеф Джозеф представив «Catcher», вичавлювач, який відфільтровує насіння, розроблений Гремом Девісом. У 2011 році голландська компанія Royal VKB представила «Citrange», грайливу двосторонню ручну соковижималку, яку можна поставити прямо на скло, розроблену бельгійським дизайнером Квентіном де Костером. У 2012 році іспанський бренд Lékué запустив свою «Citrus Spray», соковижималку, яка працює як спрей, розроблену Джоаном Роєскі та Альберто Арза.